# Caimancito
Caimancito è un comune (municipio in spagnolo) dell'Argentina, appartenente alla provincia di Jujuy, nel dipartimento di Ledesma. È posto a 145 km dalla capitale provinciale di San Salvador de Jujuy.
In base al censimento del 2001, nel territorio comunale dimorano 5.403 abitanti, con un aumento del 19,06% rispetto al censimento precedente (1991). Di questi abitanti, il 47,88% sono donne e il 52,11% uomini. Nel 2001 la sola città di Caimancito, sede municipale, contava 5.362 abitanti.
La città è sorta nel 1859, fondata da Julio Bracamonte. È conosciuta per le acque termali diffuse nella zona.